# تشن وي (لاعب كرة قدم)
تشن وي (بالصينية: 陈威) هو لاعب كرة قدم صيني، ولد في 14 فبراير 1998 في جينغدتشن في الصين. لعب مع نادي مجموعة شانغهاي الدولية للموانئ.

## وصلات خارجية
- تشن وي على موقع قاعدة بيانات كرة القدم.إي يو (الإنجليزية)
- تشن وي على موقع Soccerway.com (الإنجليزية)
- تشن وي على موقع عالم كرة القدم.نت (الإنجليزية)

لا توجد روابط لمواقع التواصل الاجتماعي.